# 肯特大学

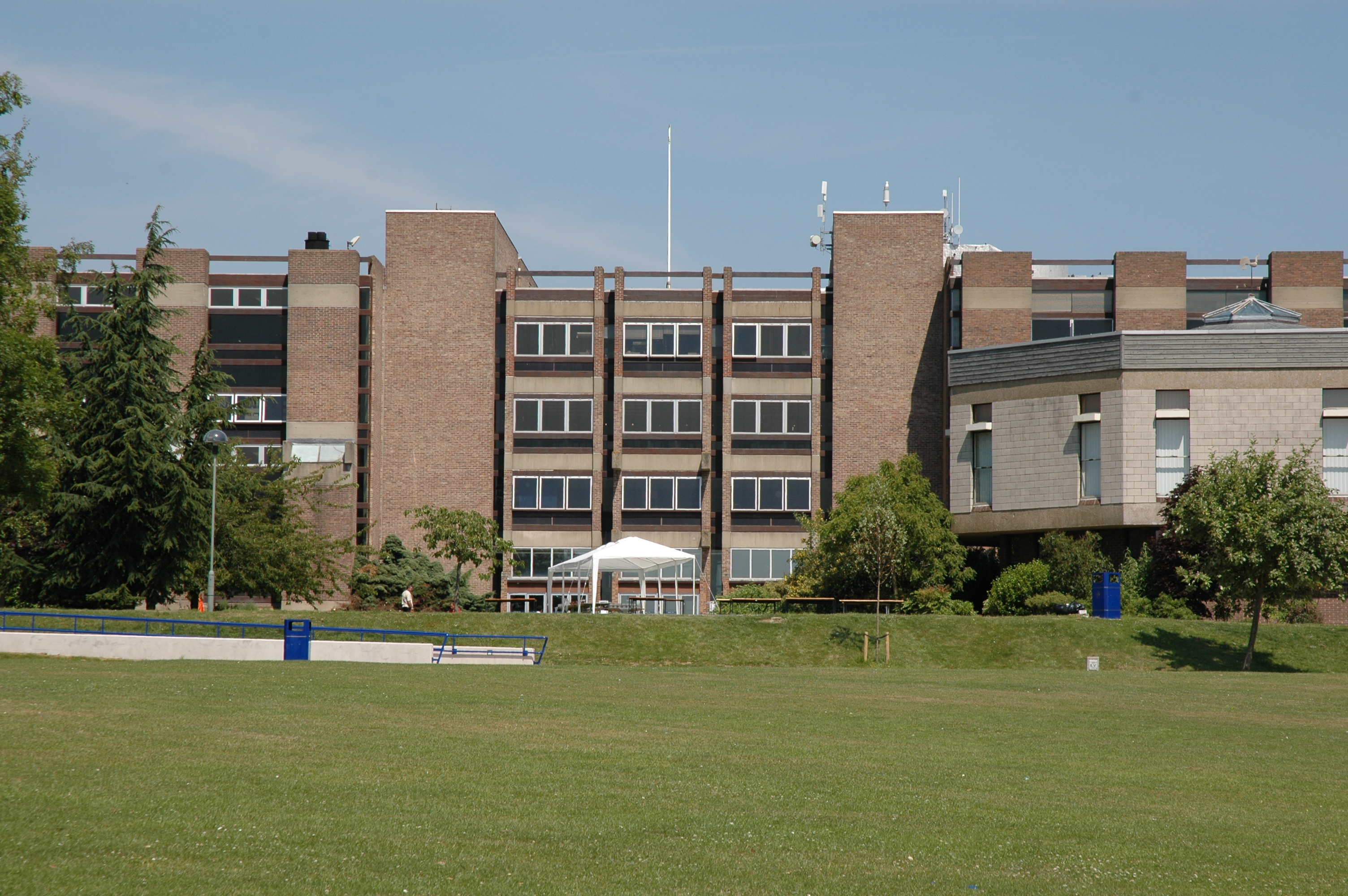
学校图书馆Templeman Library正面

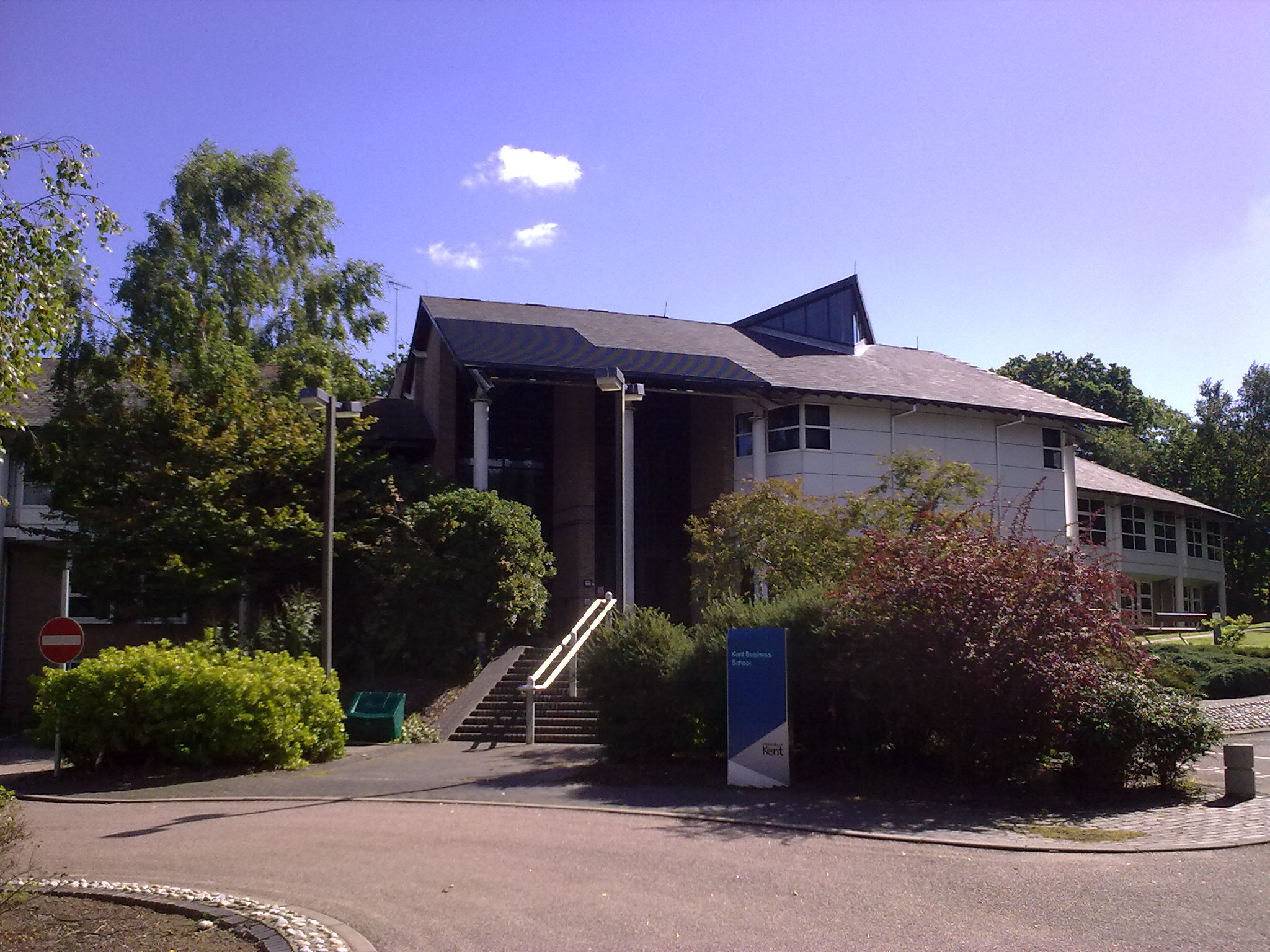
肯特商学院 (Kent Business School)

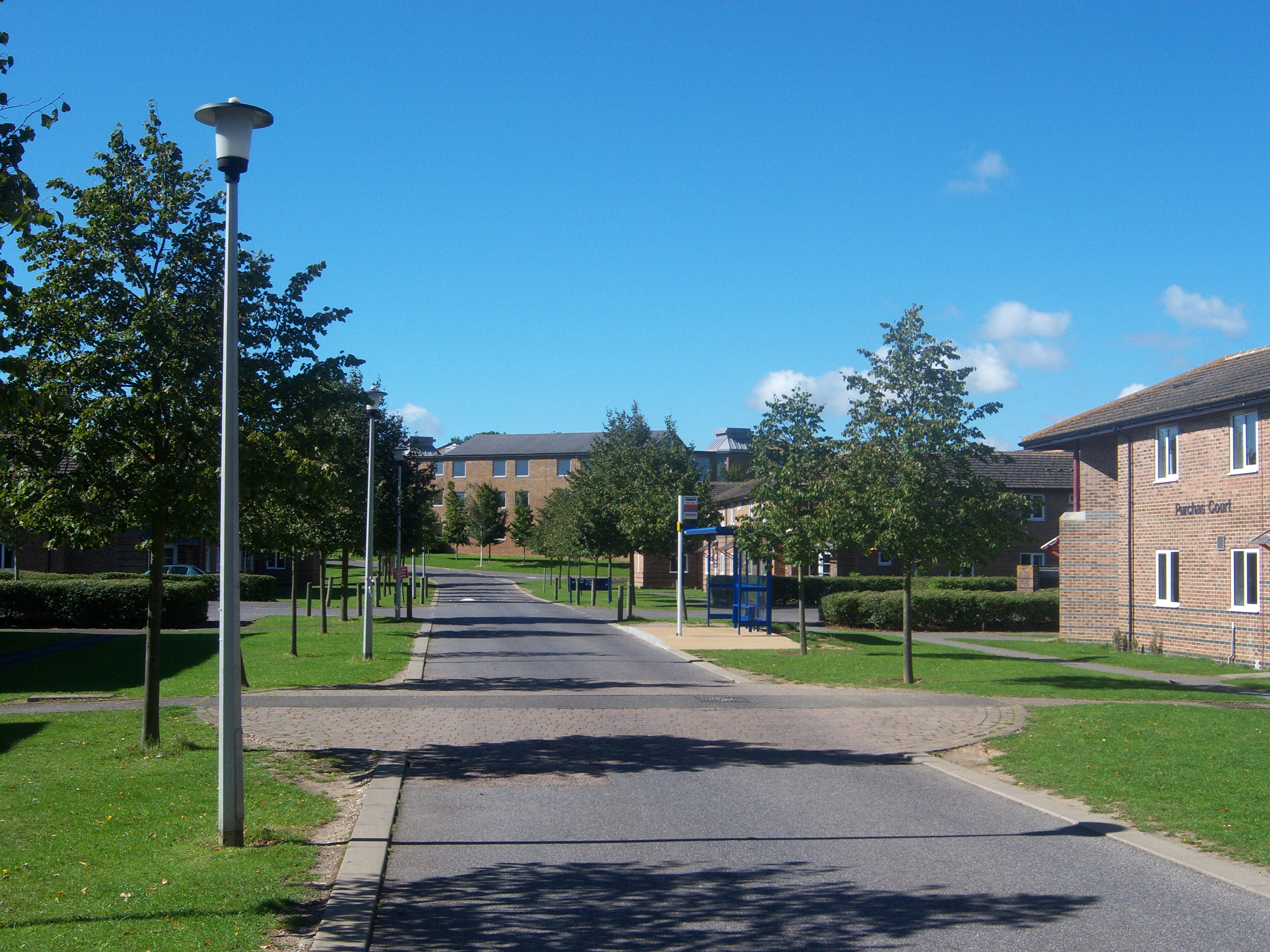
学校Parkwood宿舍区

肯特大学，英國大學，原稱坎特伯雷肯特大学（University of Kent at Canterbury，簡稱UKC），是位於英國南部肯特郡的一所顶尖研究型大學。1965年成立，是英國平板玻璃大學之一。主校區位於坎特伯雷，面積約300英畝，有4,300多學生；此外，在郡內的梅德韋也有校區，在法國巴黎則有文化藝術學院的研究中心。

## 大學排名
在「英國大學排名」中長居於前20位，2013年有三萬名學生通過UCAS申請，其中5,242名被接收。2012/13均分為380或AAA+。2014年《泰晤士高等教育世界大學排名》將其評為“不到50歲的一百所頂尖大學”中的第80名。2015年科研評估顯示在所有參與評估的118所大學中排20，《泰晤士高等教育》評估其研究能力為4*。2018年《衛報》英國大學排名第22名。2020年《QS世界大學排名》為第280名；同年於《The Times世界大學排名》得到第351-400名。

## 學院
肯特商學院（Kent Business School）享負盛名，排行為全英商學院前十名；根據彭博商業周刊公布的2017年商學院最佳全日制工商管理學（Business Administration）項目排名，肯特大學商學院位居全英第五位。
肯特大學的物理科學院（School of Physical Sciences）在物理、化學、和法醫科學的領域上對於教學和科學研究都是在國家和國際間表現傑出。目前有四個主要的研究群：應用光學研究群、天文物理與行星科學研究中心、法醫影像研究群、功能材料研究群，熱門的研究主題如：機器學習（法醫影像研究群）和拓撲絕緣體（功能材料研究群）等。

## 校友
- 石黑一雄，英國小說家，2017年諾貝爾文學獎得主
- 阿卜杜勒-拉扎克·古尔纳，英國小說家，2021年諾貝爾文學獎得主
- 馬克·德雷克福特，英國政治人物、第四任威爾斯首席部長。
- 鍾逸傑，香港政治人物、曾任署理香港總督。
- 方正博士，香港註冊會計師，前證監會主席，曾任香港都會大學副校監。
- 潘天鸿，是中国大陆自媒体博主、导演、制片人、bilibili百大UP主，创办了影视飓风。